# メタコメット山地
メタコメット山地（英語: Metacomet Ridge, Metacomet Ridge Mountains, Metacomet Range） は、アメリカ合衆国ニューイングランド地方に位置する、狭く急峻な断層地塊からなる山地である。山地は広範な絶壁や素晴らしい展望、微気候から生じる生態系に加え、絶滅が危惧されている希少な植物群落の存在で知られている。150万を超える人口集中地帯からわずか10マイル以内に存在する、重要なレクリエーションの供給源であり、4つの長距離ハイキングコースの拠点となっているほか、12に及ぶ公園やレクリエーション地区に加え、複数の州指定もしくは全国的に知られた史跡が存在する。それが有する自然及び歴史、レクリエーション的価値により、山地では地元自治体、州当局、連邦当局に加え2ダースに及ぶNPO法人が進行中の環境維持活動に勢力を傾けている
。
メタコメット山地は、ロングアイランド湾に面したコネチカット州ニューヘイブンやブランフォードから、マサチューセッツ州内のコネチカット川流域を横切り、ヴァーモント州やニューハンプシャー州との州境からわずかに3キロメートル南のフランクリン郡北部にまで至り、その延長は100マイルに達する。近隣のアパラチア山脈や周辺の高地と比較して、メタコメット山地は生成時期も地質学的に新しく、周囲と異なって火成岩の一種である玄武岩と堆積岩が断層によって数十メートルの厚みを持つ傾斜した地層を成している。全てではないが大部分において玄武岩の層が一般的で、至る所でで露頭が見られる。山地の最高地点は海抜370メートルしかないが、全体的な平均標高は220メートルほどあり、谷底からの眺めは素晴らしく、山並みが急峻にそびえ立つ有様が楽しめる。

## 地理的定義

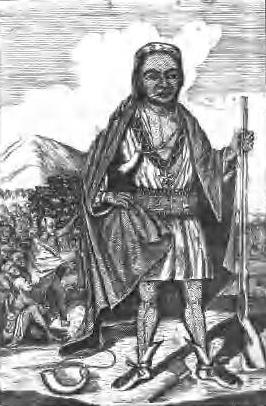
ポール・リビアによるメタコム

この特徴的な地形の名称について統一されたコンセンサスは存在しない。メタコメット山地 "Metacomet Ridge"の内、マサチューセッツ州のベルチャータウンにあるホルヨーク・レンジからコネチカット州メリデン近郊のハンギング・ヒルズまでの間を「トラップロック・リッジ」と記述する資料も見られる。
国立公園局の2004年のレポートでは、トラップロックの稜線を、マサチューセッツ州グリーンフィールドからロングアイランド湾まで延長しているシエラクラブは「トラップロック・リッジ」をコネチカット州内にとどめている。
地質学的見地からも景観からしても、玄武岩のトラップロックの稜線はマサチューセッツ州ベルチャータウンからロングアイランド湾のコネチカット州ブランフォードまで、71マイルに及ぶ連続した景観的特徴を成しており、分断されているのはコネチカット州北部のファーミントン川の峡谷とマサチューセッツ州内のウェストフィールド川およびコネチカット川に限られる。2008年1月までアメリカ地名委員会 (USBGN) は、いくつかの小さな尾根筋を除いて「メタコメット山地 "Metacomet Ridge"」や「トラップロック・リッジ "Traprock Ridge"」を含むいかなる名称も認めていなかった。
地質学者はこの山地全般を表す場合は、通常地質学的見地から「トラップロック・リッジ」もしくは「トラップロック山脈」、あるいは有史以前の地質学的特質に関する専門用語を用いていた。
さらに問題を複雑にさせることに、トラップロックと呼ぶに足る特徴を有しているのは、山地を構成する岩層のうち、南側4分の3の最上層に過ぎないという事実があった。堆積岩層も山地を構成する重要な一部であり、特にホルヨーク・レンジからヴァーモント州境付近にかけてのマサチューセッツ州北部から中部の35マイルにわたる区域は、地質学的に見て堆積岩が主体となっている。
この記事では、メタコメット山地全域を対象としてその地質学的広がりを説明していくこととする。
地名の「メタコメット」は、17世紀のワンパノアグ族の酋長・メタコメット に由来する。彼は17世紀中盤に勃発したフィリップ王戦争の間、一族を率いていた（彼については「メタコム」の名も用いられる）。メタコメットは初期のニューイングランド入植者からはこのフィリップ王という名で知られ、そのためメタコメット山地にある地形などには、メタコメット・トレイルやメタコメット＝モナドノック・トレイル、キング・フィリップ洞窟、キング・フィリップ山、セイチェム・ヘッド（酋長の頭の意）など、メタコメット酋長に関連して命名されたものが多い。伝説によれば、メタコメットはコネチカット州シムズベリーを焼き討ちにした後、彼の名を冠した洞窟のそばのタルコット山からその燃え上がる様を眺めていたという
。
「メタコメット」あるいは「キング・フィリップ」という名前は、ニューイングランド南部において、少なくとも16カ所の地名と75を超える事業所、学校、市民団体の名称に用いられている

## 地理
ロングアイランド湾側から見ていくと、メタコメット山地は並列する2つの尾根筋から始まり、その間には関連する副尾根と露頭がある。後者の例として、高いビュート状の崖があるイースト・ロックと孤立した岩峰であるピーターズ・ロックの名を挙げておく。メタコメット山地の西側の稜線は、ニューヘイブンのウェスト・ロック・リッジから始まり、スリーピング・ジャイアント山、サンフォード山、ペック山、プロスペクト・リッジ山と続いて、メリデンのハンギング・ヒルズの西4.4キロメートルのコネチカット州サジントン付近にある小規模な一連の露頭に至るまで、概ね26キロメートル続いている。
東側では、岩丘である標高40メートルのビーコン・ヒルから始まる。
この丘はブランフォードの郊外で、イースト・ヘイブン川の三角江を望む位置にある。メタコメット山地はトラップロック・リッジとして、マサチューセッツ州ホルヨーク近郊のトム山へ向かって北へ97キロメートル続く。そこで稜線は一旦途切れ、コネチカット川を東に渡ってホルヨーク・レンジとなり、マサチューセッツ州ベルチャータウンの手前まで16キロメートルほど延びている。主稜の周囲には並行した尾根筋が散在し、コネチカット州ロッキー・ヒル周辺の丘陵やグランビー近郊のバーン・ドア・ヒルズなどが挙げられる。
トム山とホルヨーク・レンジの北では、トラップロックの岩層が浸食しているため、明瞭な尾根筋は失われている。その基部をなす堆積岩層は存在するが特徴に欠けている。ホルヨーク・レンジとポコムトゥク・リッジの間の14キロメートルは、堆積岩を基盤としたわずかな突起しかないなだらかな平原状となっている。この地域で唯一明瞭な山といえるのがマサチューセッツ州ハードリーにあるワーナー山（標高156メートル）であるが、西へ広がる堆積岩の岩層とは性質の異なる変成岩からなる地形である。

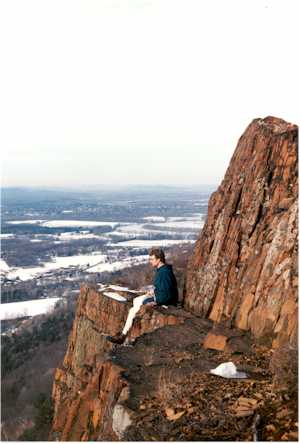
メタコメット山地のトラップロックの露頭としては最も高いトム山からの眺望

メタコメット山地はポコムトゥク・リッジから再び標高が上がりはじめ、シュガーローフ山と山地の最高峰であるトビー山（標高387メートル）が並び立つ。この2つの山は浸食に強い堆積岩から成り立っている。シュガーローフ山の北から、ポコムトゥク・リッジは、マサチューセッツ州グリーンフィールドまで堆積岩と玄武岩の岩層が入り交じりながら続いている。グリーンフィールドより北、ヴァーモント・ニューハンプシャー・マサチューセッツ3州境が接する地点から3キロメートル手前の地域では、メタコメット山地の様相は堆積岩からなる不明瞭な丘と低い森に覆われた山頂へと移り変わり、玄武岩の露頭もわずかなものとなっていく。
コネチカット州内におけるメタコメット山地の最高地点は、ハンギング・ヒルズのウェスト・ピーク（標高312メートル）である。マサチューセッツ州内におけるトラップロックの山頂としてはトム山が最高だが（標高366メートル）、堆積岩からなるトビー山が最高峰である。見た目として言えば、メタコメット山地でいちばん狭い部分はマサチューセッツ州のプロビン山とイースト山で、1キロメートルに満たない幅しかない。逆に最も広い部分はトトケット山で、幅は6キロメートルを上回る. しかしながら、山地のほとんどにおいて併走する低い丘陵郡と関連する地層の広がりが、実際の地質学的見地からしてメタコメット山地の幅を、目立つ主稜部のみよりもいくつかの地域で16キロメートル以上に押し広げている。メタコメット山地に降り注いだ降水の多くは、フォールズ川やディアフィールド川、ウェストフィールド川、ファーミントン川、コジンショー川等の支流を通じてコネチカット川に流れ込む。コネチカット州南部では一部がクイニピアック川へと流れていく。
メタコメット山地の周囲は森林や農村、郊外の住宅地といった景観となっており、そしてニューヘイブンやメリデン、ニューブリテン、ハートフォード、スプリングフィールドといった大都市からも10キロと離れてはいない。グリーンフィールドやノーサンプトン、アマースト、ホルヨーク、ウエストハートフォード、ファーミントン、ウォリングフォード、ハムデンなどの小規模な市域は山地と隣接している。

## 地質

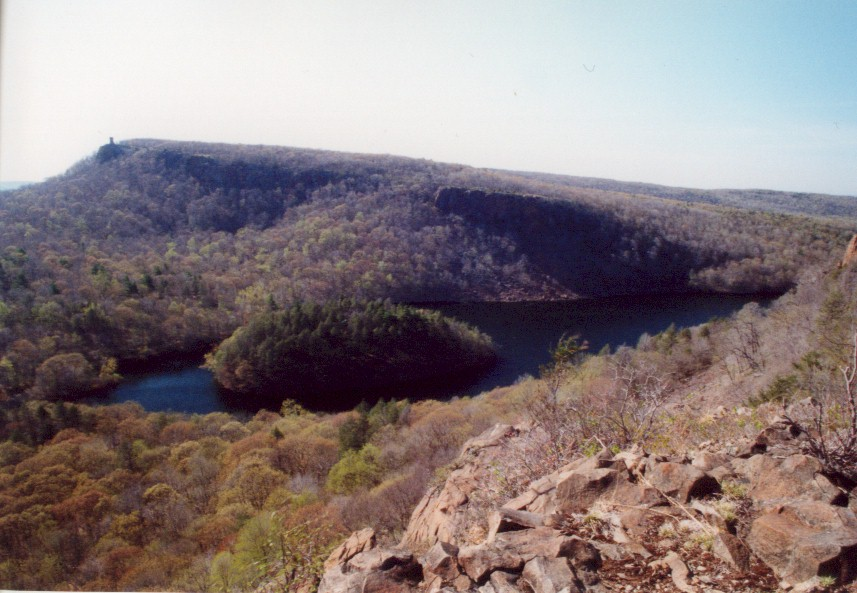
断層により画面の左から右方向へ傾いているトラップロック層。メリデン近郊のハンギング・ヒルズ。

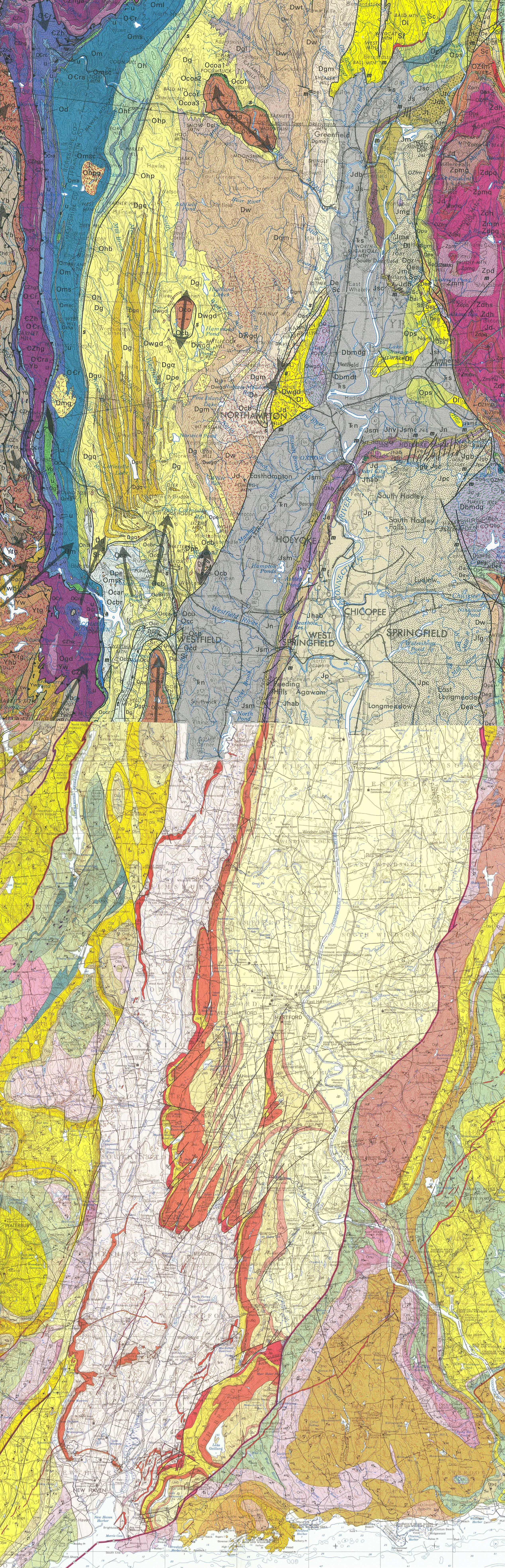
メタコメット山地の岩盤を示す地質図

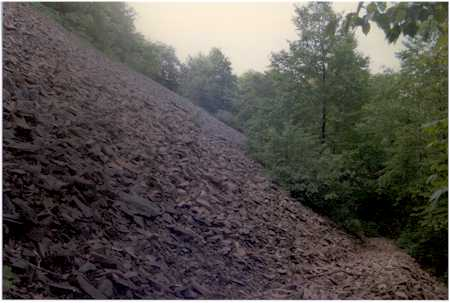
マサチューセッツ州ホルヨーク・レンジのベア山にある急斜面

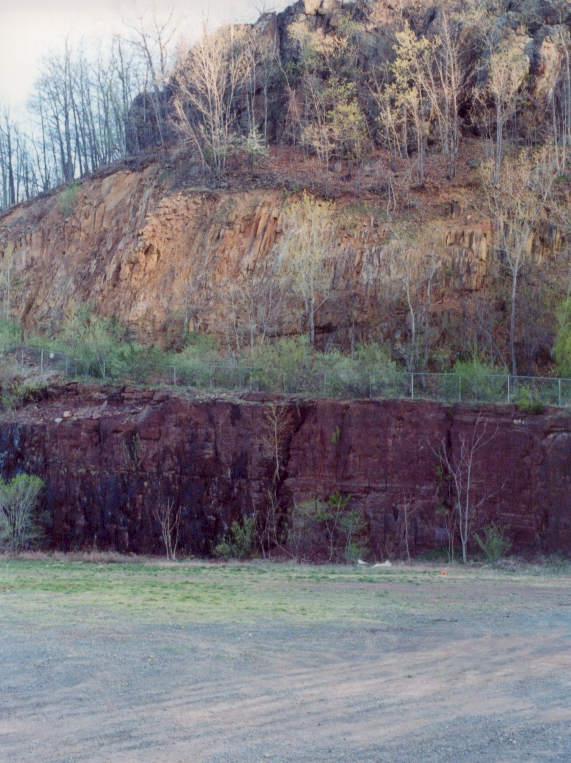
堆積岩層の直上にトラップロック層が明瞭に観察できる露頭。コネチカット州プレインヴィルの石切場跡。

メタコメット山地の形成は、三畳紀からジュラ紀にかけての2億年前に起きた大陸規模のリフト形成プロセスによるものである。山地に存在する玄武岩（トラップロック）の地塊は、北アメリカ大陸をユーラシア大陸やアフリカ大陸から分離した伸張作用によって生じた断層から幾度となく噴出した数十メートルの厚みをもつ大規模な溶岩流による。本質的に、現在メタコメット山地となっている領域はかつて、のちに大西洋となった大地溝帯の東にあった支脈状の（あるいは並行した）地溝 であった。
玄武岩は暗色の噴出性の火山岩である。鉄を含む金属成分が風雨にさらされ風化することで、錆色がかった褐色を示し、その度合いに応じて赤から赤紫の色調を帯びている。玄武岩はしばしば五角形から八角形の柱状にひび割れ、特徴的な〝ポストパイル〟の外観を形作る。玄武岩の瓦礫でできた急斜面は、メタコメット山地の断崖の下に至るところで目にすることができる。
今、メタコメット山地を構成する玄武岩溶岩の噴出は、2000万年以上の年月にわたって生じたものだ。散発的に生じる噴出の間に生じた浸食と剥離による砂礫が溶岩の上に堆積することが繰り返された結果、最終的に砂礫層は圧縮されて堆積岩となり、玄武岩の間に岩層を生じることとなった。こうして出来た玄武岩と堆積岩の〝レイヤーケーキ〟は、断層により分断され上向きに傾斜することとなった（断層地塊を参照）。引き続き生じた風化作用は、玄武岩層よりも脆弱な堆積岩層の多くを削り取り、急峻で傾いた端を有する玄武岩層を露出して、今日に見る明瞭な直線上の稜線と劇的な壁面を作り上げた。この〝レイヤーケーキ〟構造の痕跡は、マサチューセッツ州のホルヨーク・レンジにある Mount Norwottuck で見ることが出来る。Norwottuck の山頂は玄武岩だが、その直下はホース洞窟という名の深いオーバーハング構造を成しており、直上の玄武岩層より急速に堆積岩層の浸食が生じたことを物語っている。同じマサチューセッツ州内にあるシュガーローフ山とトビー山も、より大規模なレイヤーケーキ構造のサンプルと与えてくれている。シュガーローフ山では花崗質砂岩が基盤層を成し、その上の中間層がポコムトゥク・リッジでよく見られる玄武岩のトラップロック層である。そして最上部が「トビー山礫岩」として知られる堆積岩の一種の礫岩からなっている。大陸規模の地溝形成活動が生じている期間中、断層活動と地震により地層は大きく傾き、その後の風化と氷河活動により、砂岩と玄武岩、礫岩の各層は3つの個別の山塊として今日姿を現している。トビー山とシュガーローフ山の山頂はトラップロックではないが、同じ地溝形成と隆起活動をその起源とするメタコメット山地の一部分である。
メタコメット山地にある全ての山のうち、コネチカット州ニューヘイブンにあるウェスト・ロックだけは特記に値する特徴を持っている。なぜならば、その山体は山地の大半を形成する火山活動によって生じたトラップロックで形成されているわけではないからだ。正確なところ、これは溶岩が地表にあふれ出た火口内に残された巨大な岩脈から成り立っているのである。
トラップロックの断崖は、メタコメット山地における有史以前の地質学的活動の最も明白な証拠ではあるが、山地と周囲の地勢を構成する堆積岩には、三畳紀からジュラ紀にかけての古生物の化石が含まれており、同様な重要性をもっている。化石としては、特に恐竜の足跡が顕著だ。コネチカット州ロッキー・ヒルの州立公園では、2,000を上回る申し分なく明瞭なジュラ紀初期の足跡が発掘されている。ホリヨークやグリーンフィールドの近郊でも、同様の重要性を持つ発見がなされている。

## 生態系

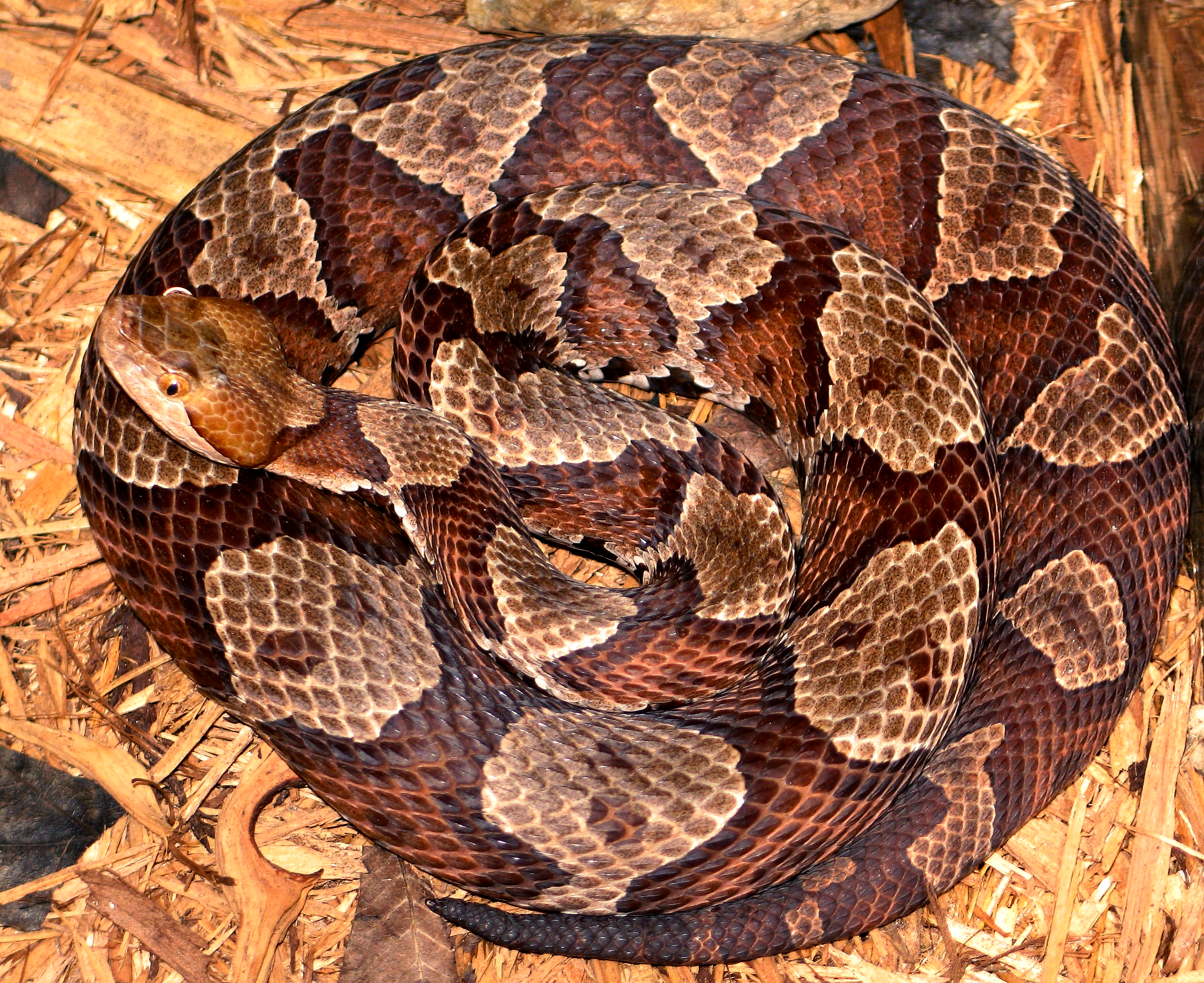
ノーザン・カパーヘッド

メタコメット山地はこの地域としては例外的な微気候の組み合わせを生み出している。暑く乾燥した上層部の尾根筋にはオーク・サバンナが広がる。大半はチェスナット・オークで、その根元に様々な下層植物群落やシダ類が繁茂する。不毛の断崖には、乾燥に強いエンピツビャクシンがへばりつき、斜面の裏側では、近隣の高地やアパラチア山脈に類似した植生を見せる傾向があり、北方広葉樹林やオーク＝ヒッコリー樹林型の生態系に一般的な品種が見られる。カナダツガは深い峡谷の中の、日光が遮られ湿潤で冷涼な環境に見られ、同じところに冷涼な環境に生育する植物種が繁茂している。崖下の急斜面は栄養素に富み、この地域ではあまり見られないカルシウムの多い環境に適合した植物が生育している。数マイルに渡って続く高い崖は、猛禽類の棲息に理想的で、メタコメット山地は季節毎に渡りを行う猛禽類の飛行ルートとなっている。

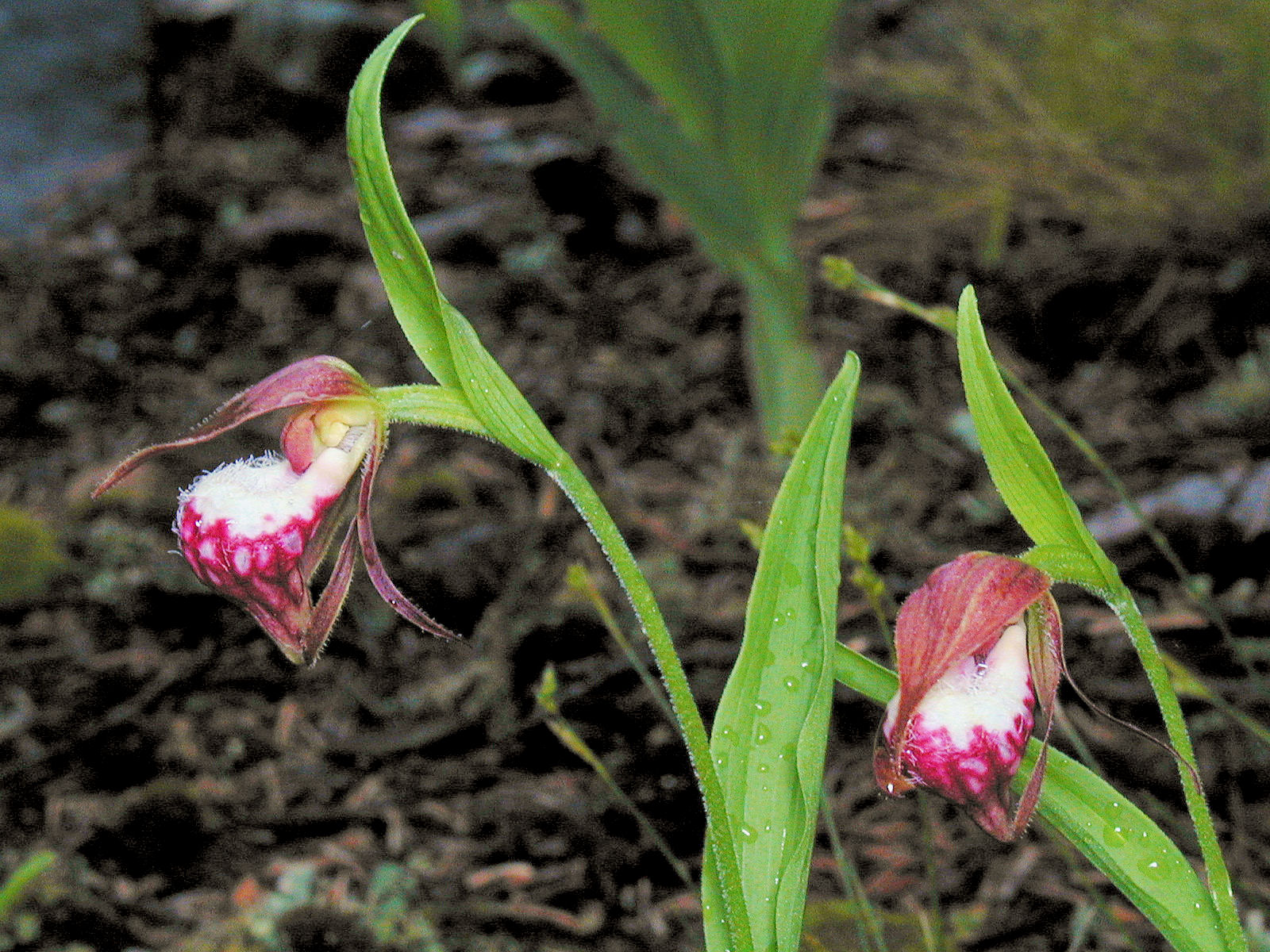
Ram's-head lady's slipper（北米産の蘭の一種）

 メタコメット山地の地形がこのように多様な地勢を形作っているため、山地が棲息域の北限もしくは南限となっている種が数多くある。それ以外は全国的あるいは地球規模で見られる希な種と考えられる。山地に棲息する希少種の例として、ウチワサボテン、アメリカハヤブサ、ノーザン・コパーヘッド、showy lady's slipper、yellow corydalis、ram's–head lady's slipper、バジル・マウンテンミント、devil's bit lily などがある。
メタコメット山地はまた、地域にとって重要な帯水層を有している。数多くの自治体が公営水道の水源として利用しており、コネチカット州ではタルコット山やトコケット山、ソルトンストール山、ブラッドレー山、ラギッド山、ハンギング・ヒルズに貯水池が設けられている。マサチューセッツ州のスプリングフィールド都市圏の水源はプロビン山とイースト山にある。

## 歴史

### 入植以前

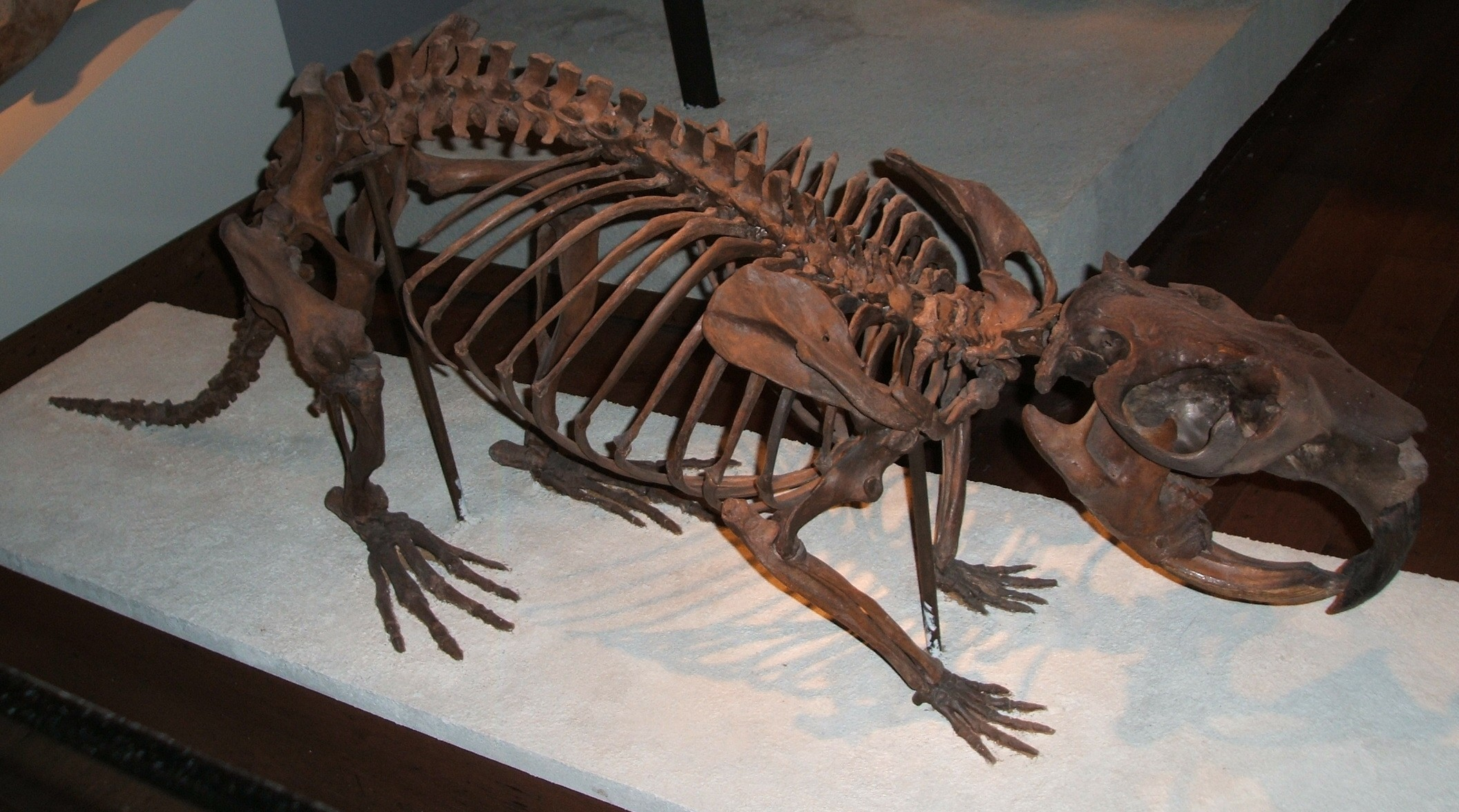
有史以前の巨大なビーバーの一種はポコムトゥクの伝説の基である可能性がある

メタコメット山地周辺の谷筋では、少なくとも1万年はアメリカ先住民が居住していたものと見られる。このエリアで活動していた主要な部族は、クィニピアック族、ナイアンティック族、ピクォート族、ポコムトゥク族、モヘガン族である。先住民はトラップロックを使って石器や鏃を作り、マラコット山地周辺で狩猟や採集、魚の捕獲により暮らしていた. 尾根に囲まれた谷川沿いの森林地帯では時折焼き畑によるトウモロコシやセイヨウカボチャ、タバコや豆類を栽培していた。
先住民族の信仰には、稜線や周囲の地形などの自然の特徴が取り入れられている。先住民に伝わる多くの物語が、その後この地にやってきた植民者の民間伝承に取り込まれていった。巨大な石の精霊である "Hobbomock" （あるいは "Hobomock"）は、多くの物語に登場する大立者であり、コネチカット州ミドルタウンの東で、数百マイルに渡って南へとまっすぐ流れていたコネチカット川を東へねじ曲げたことで有名である。また、"Hobbomuck" の活躍として、今のマサチューセッツ州にあたるコネチカット川の谷筋にいた巨大な人食いビーバー退治の伝説もある。ヨーロッパ人の入植者によって聞き伝えられた伝承によると、そのビーバーの死骸は、メタコメット山地のポコムトゥク・リッジの一部として目に見える形で残っているという。さらに伝説は、"Hobbomuck" はのちにコネチカット川をねじ曲げたことにより罰をうけて、永遠の眠りにつき、南部コネチカット州内のメタコメット山地の一部であるスリーピング・ジャイアント山として、人に似た姿を残していると伝える。このように伝えられてきた伝承の中には科学的事実の欠片が含まれているようだ。たとえば、巨大ビーバーが棲んでいたと伝えられる大きな湖は、1万年前の氷期後に存在していたヒッチコック湖に非常に良く符合する。また巨大ビーバーもまた、実際にその当時に棲息していた熊ほどの体格をもつビーバーの絶滅種 Castoroides ohioensis と符合する。メタコメット山地の多くの地形がいまだにアメリカ先住民が名付けた名称のまま呼ばれている。たとえば、ベセク、ピスタパアグ、コジンショー、マタベセット、メタコメット、トトケット、Norwottuck、ホッカナム、ノノータック、ポコムトゥクなどである。

### 植民地化、農業改革と産業化

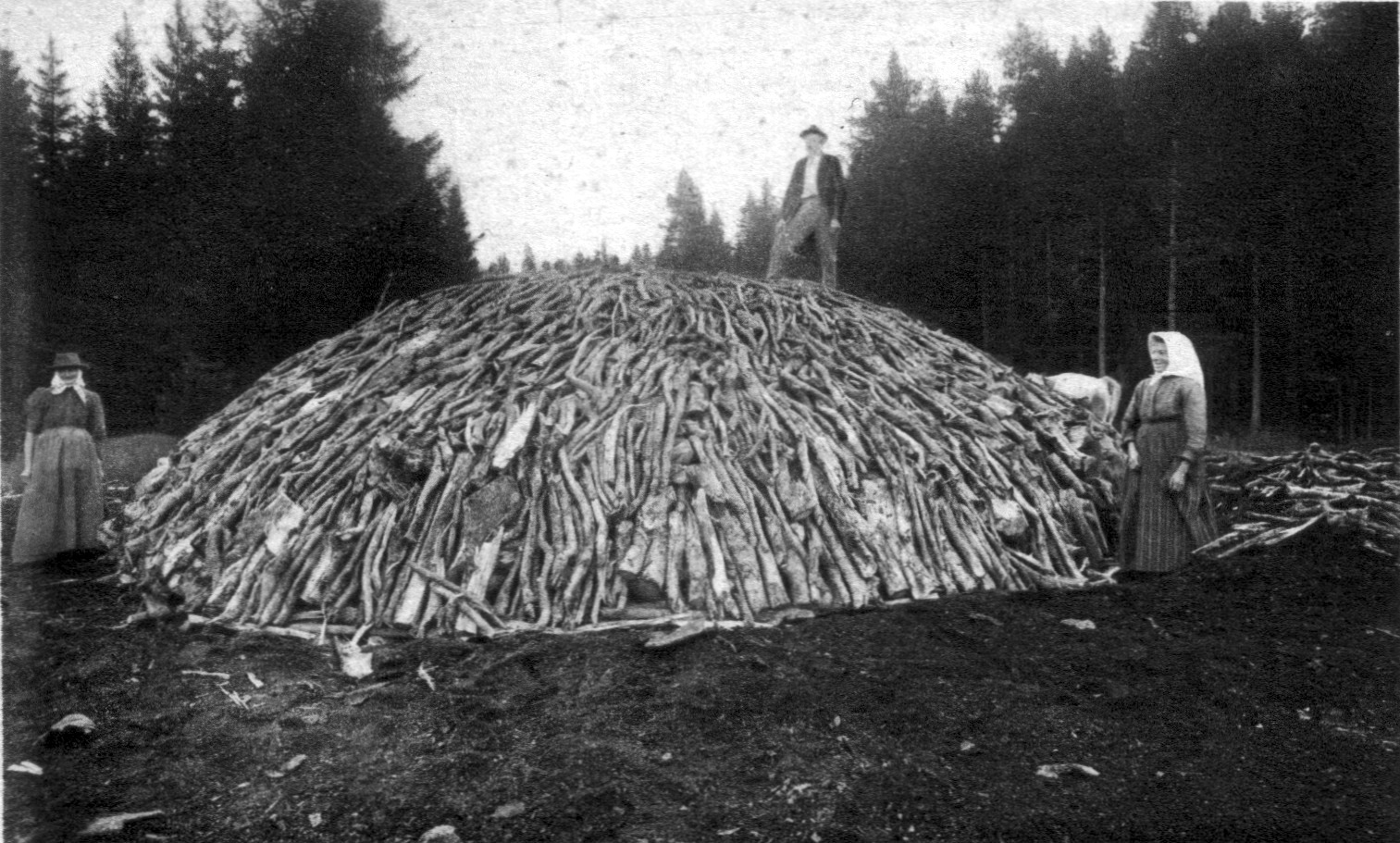
木炭製造用の薪

メタコメット山地周辺の河谷にヨーロッパ人の入植が始まったのは17世紀中葉においてである。森林は伐採あるいは燃やされて農地と化し、かつて一繋がりだったニューイングランド南部の森は、19世紀にはほとんど丸裸となってしまった。メタコメット山地のような急峻な地形は、穀物栽培には向かないため植林事業が行われ、アパラチア山脈中部で採掘された石炭が燃料として取って代わるまで、木炭産業が手広く行われた。他のケースでは、稜線部の森林が低地から火をかけられ、そのあとの高地では放牧が行われた。メタコメット山地の急斜面からはトラップロックが採集され、家屋の基礎として利用されている。コネチカット州北部のピーク山の麓からは銅鉱石が発見され、囚人を利用して採掘が行われた。囚人が収監されていた場所は、オールド・ニューゲート刑務所として保存されている。
19世紀には工業化の波が到来し、メタコメット山地周辺の河川にダムが築かれて発電所が設けられ、近隣の市町に労働力の拡大をもたらした。工場へ更なる燃料を共有するため、さらに山地は切り開かれ禿山と化していった。トラップロックと砂岩も、舗装用石材と「ブラウンストーン」として建材として多用され、山地からの切り出しが進んだ。輸送のために河川まで線路が敷かれ、艀や船に積み替えられて運搬されていた。

### 超絶主義

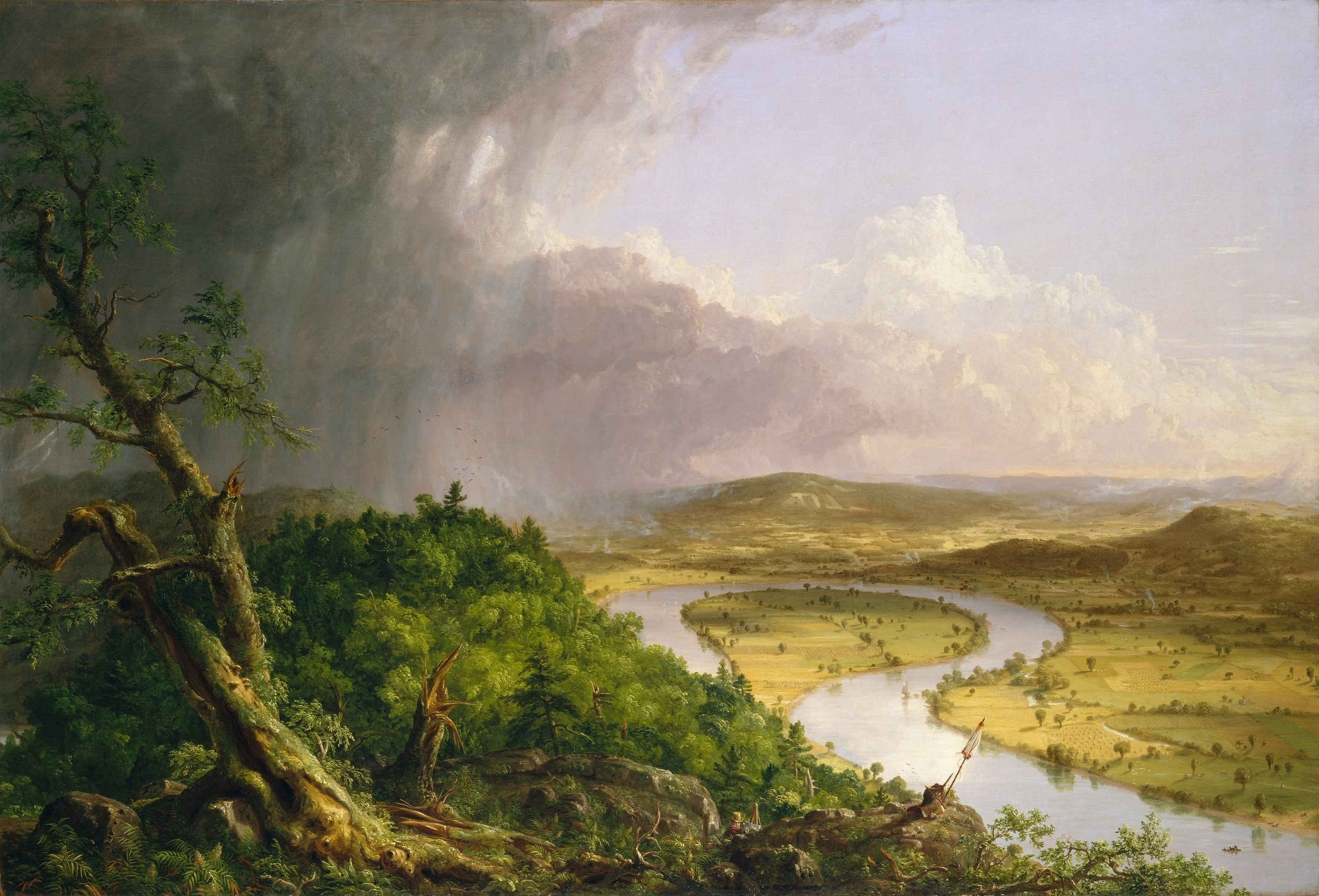
トマス・コール、"The Oxbow," 1836年作。ホルヨーク山から見下ろすコネチカット川の眺め

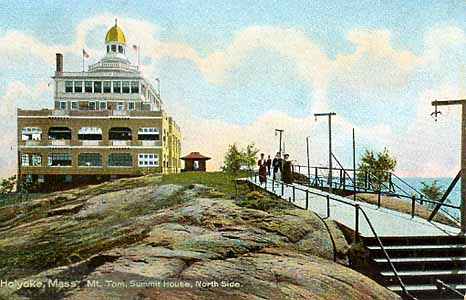
トム山山頂ハウス、1900年

ヨーロッパと北アメリカで都市化と工業化が拡大していくと、その流れに反するようにして、ニューイングランドにおいてトマス・コールやフレデリック・エドウィン・チャーチなどのハドソン・リバー派の画家やフレデリック・ロー・オルムステッドなどのランドスケープアーキテクト、そしてヘンリー・デイヴィッド・ソローとラルフ・ワルド・エマーソンのような哲学者たちが超絶主義を掲げて作品を発表し始めた。ニューイングランドの他の景勝地と同じように、超絶主義の哲学的、芸術的、環境保全の運動は、メタコメット山地を産業資源からレクリエーション資源へと認識を改めていった。ホテルや公園、夏の別荘地が1880年代中頃から20世紀初頭にかけて山々へ築かれていく。その中でもホルヨーク山やトム山、シュガーローフ山、ノノータック山に築かれた山頂ホテルや宿屋は、注目すべき建造物といえる。マサチューセッツ州グリーンフィールドのポエッツ・シート・タワーやコネチカット州メリデンのハバード・パーク（フレデリック・ロー・オムステッド監修により設計）などの公園や園内施設は、都市部の人口密集からの一時避難を意図して設けられている。ヒルステッド美術館や Heublein Tower などの地所は、地元の財界人や投資家の隠居用山荘として築かれた。大衆の関心は徐々に、合衆国の西への拡張と近代的な交通機関の整備により、遠隔であまり開発の進んでいない地域へと移っていったが、メタコメット山地に対する初期のレクリエーションの関心が残した自然、文化、歴史的遺産は、未だに現代の保護活動への努力を保ち続けている。私人の邸宅は美術館となり、火災などで損傷した古いホテル等の遺構は、篤志による寄贈、買収、税金未払いによる押収などにより自治体や州立の公園へと姿を変えた。かつてホテルや邸宅を訪れたゲストが抱くノスタルジアが維持保存活動を後押ししている。

### トレイルの設置
ニューイングランドでは、レクリエーションのための遊歩道を作るための場所としての山並みへの関心が高く、アパラチア山脈クラブやグリーンマウンテンクラブ、アパラチア・トレイル協議会、コネチカット森林公園協会などの団体によりトレイルルートが作られている。グリーンマウンテンクラブによる先駆的な努力による1918年のヴァーモント州のロング・トレイルの開設を皮切りに、コネチカット森林公園協会のエドガー・レイン・ハーマンスの陣頭指揮により、コネチカット州南部のメタコメット山地に23マイルのクイニピアック・トレイルが1928年に完成。そのすぐ後に続いて、コネチカット州中部から北部にかけてメタコメット山地にそって51マイルに渡って続くメタコメット・トレイルが開通した。協会によって、コネチカット州内を総延長700マイル以上にわたって延びるブルー＝ブレイズド・トレイル網が完成したのは、20世紀の終わりであった。一方、アパラチア山脈クラブが初期段階で力を注いだのはニューハンプシャー州のホワイト山地へ向かうルートで、クラブの会員が増えるにつれて、メンバの関心は自分たちが居住する地域の近隣へと移っていった。1950年代末に、マサチューセッツ大学アマースト校のウォルター・M・バンフィールド教授の指導の下、アパラチア山脈クラブのバークシャー支部によって全長110マイルのメタコメット＝モナドノック・トレイルのルートが設計された。このトレイルは最初の3分の1が、メタコメット山地に沿うように延びている。結果として、トレイルの建設は、公的な関心にメタコメット山地の存在を引き入れることにより保護活動の先鞭をつける効果を残した。

### 郊外化と自然保護
メタコメット山地はほぼ200年に渡って市街地に隣接してきたが、荒涼として急峻な岩がちの地形のためによほど余裕のある富裕層を除き、長い間住宅地として顧みられては来なかった。しかし、ホワイトカラー層の郊外へ移住する動きと自動車文化の浸透、近代建築技術と機材の発展による郊外化が、それまで未開発に置かれてきた山地とその周囲の準郊外コミュニティの周囲で住宅需要が生じた。2007年の時点で、山地に接する都市圏―ニューヘイブン、メリデン、ニューブリテン、ハートフォード、スプリングフィールド、グリーンフィールド―には250万人を超える人口を抱えていた。コネチカット州内において、山地周辺のいわゆるベッドタウンの人口は1990年代中頃から2000年にかけて7.6パーセント増加し、同期間の建築認可数も26%増加している。都心部と高速道路網に近く眺望に優れた魅力的な場所と見なされたメタコメット山地は、開発業者と自然保護運動活動家双方のターゲットとなっている。地元や周辺地域における建築資材需要に支えられた採石業は、特に山地の生態系や一般の立ち入り、景観を破損し続けている。同時に、20世紀後半に盛り上がりをみせたアウトドア・レクリエーションに対する興味の流れは、メタコメット山地を魅力的な“活動的レジャー”の舞台へと変えた。山地における公益と周囲の景観に応じて、20を越える地元 NPO が山地自体と周辺の地域において自然保護活動に関わるようになっていった。こういった団体のほとんどは1970年から2000年までの間に設立されており、ほぼすべてが1990年以降に活動を活発化している。ザ・ネイチャー・コンサーヴァンシーやシエラクラブ、Trust for Public Land などの国際的あるいは全米規模の団体もメタコメット山地に関心を有している。

## レクリエーション

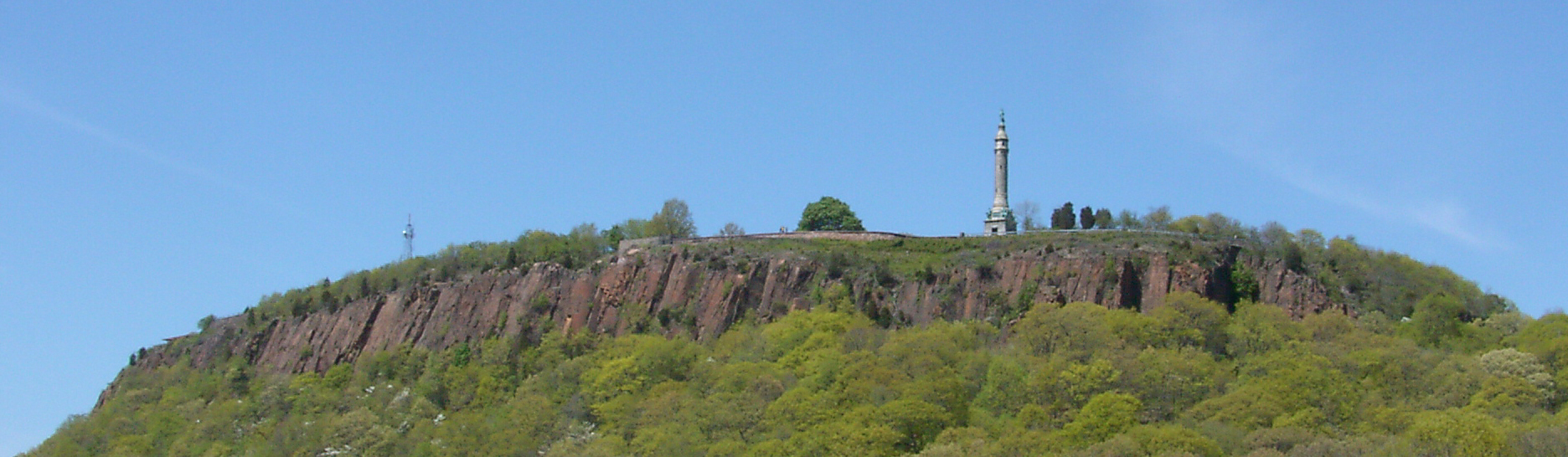
イースト・ロック、コネチカット州ニューヘイブン

急勾配で長く延びる断崖の眺めと市街地からの近さが、メタコメット山地をこの地域の重要なアウトドア活動の舞台としている。山地には200マイルを越える長距離トレイルやより短いハイキング向けのトレイルが縦横に整備されている。コネチカット州内で取り上げる価値のあるトレイルと言えば、まずはメタコメット・トレイル（延長51マイル）、次にマタベセット・トレイル（延長50マイル）、クイニピアック・トレイル（延長23マイル）、そしてレジサイス・トレイル（延長6マイル）となる。マサチューセッツ州内では、メタコメット＝モナドノック・トレイル（延長110マイル）、ロバート・フロスト・トレイル（延長47マイル）、ポコムトゥク・リッジ・トレイル（延長15マイル）が挙げられるだろう。この地域で楽しめるアウトドア活動としては、ロック・クライミング、ボルダリング、釣り、ボート、狩猟、水泳、バックカントリースキー、クロスカントリースキー、トレイルランニング、サイクリング、マウンテンバイキング等がある。山地を抜けるトレイルでは、スノーシューをもちいたランニングやバードウォッチング、ピクニックも許可されている。メタコメット山地には十数ヶ所の州立公園や保護地、都市公園に加え、40近い自然保護区と保護地が設けられている。特定の時期のみ開放される風光明媚な自動車道としては、ポエッツ・シート公園やシュガーローフ山州立保護地、J.A. スキナー州立公園、トム山州立保護地、ハバード・パーク、ウェスト・ロック・リッジ州立公園などがある。こういった道路では、サイクリングやクロスカントリースキーにも利用可能である。野外でのキャンプやキャンプファイヤーの実施は、メタコメット山地のほとんどの地域で認められていない。特にコネチカット州内で顕著である。メタコメット山地周辺では美術館や史跡、interpretive centreなどのアトラクションを見出すことが可能で、中にはアウトドア・コンサートや、祝祭、フェスティバルを開催しているところもある。

## 自然保護

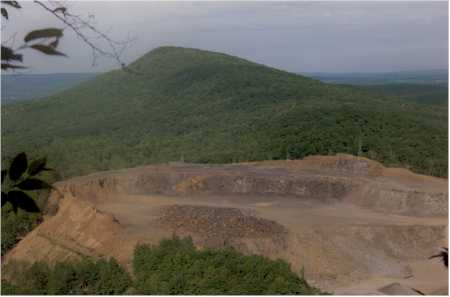
採石の結果消滅したラウンド山。1989年撮影。この時点より以降も更に大量の岩の切り出しが続いている。

幅が狭く、市街地に隣接し、さらに脆弱な生態系のため、メタコメット山地は都市のスプロール化により著しく危機的な状態にある。さらなる脅威として、マサチューセッツ州およびコネチカット州の両州において、採石により数平方マイルに及ぶトラップロックの稜線が消失している。トリマウンテン、ブラッドリー山、トトケット山、チョウンシー山、ラトルスネーク山、イースト山、ポコムトゥク・リッジなどの山や稜線が影響を受けており、ホルヨーク・レンジにあったラウンド山はすでに山の姿がない。コネチカット州南部の中央に位置する、差し渡し30マイルに及ぶトラップロックの山塊である、巨大な人の形状をしたスリーピング・ジャイアント山は、その“頭”に採石による傷を受けている。この採石事業は、地元住民とスリーピング・ジャイアント公園協会の努力の結果取り止められている。

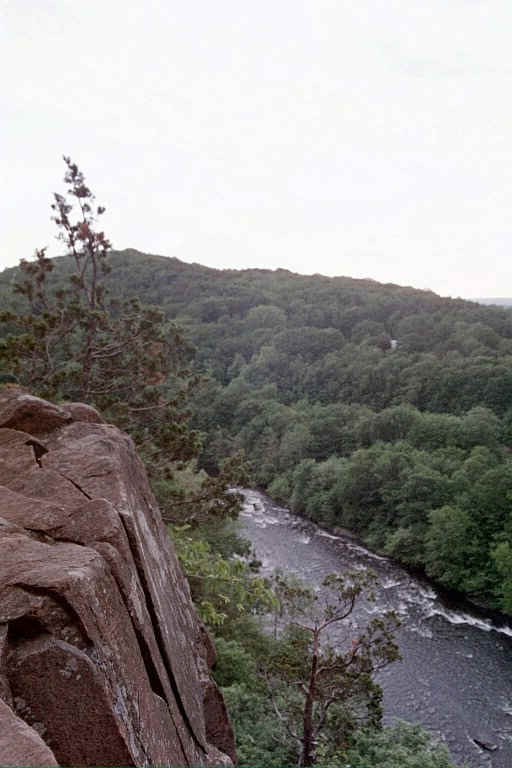
コネチカット州シムズベリーでメタコメット山地を横断するファーミントン川

メタコメット山地を脅かす都市開発と採石事業の脅威に対しては、団体による購入と基金の設立、地権者に対する活発な寄付の呼びかけ、自然保護地役権の確保、自然保護及び開発の制限に関する協定の法制化、そして事例としては少数ではあるが収用権の行使に至る様々な手段を駆使して、公共オープン・スペースを確保していくことで対抗が行われていった。自然保護活動における近年の特筆すべき成果として、トム山の廃業したスキー場敷地の確保、ラギッド山の岩棚や山頂部の領域の、地元ロッククライミング・クラブとザ・ネイチャー・コンサーヴァンシーによる土地所有権の共同購入、そして国立公園局によるコネチカット州ノースブランフォードからマサチューセッツ州ベルチャータウンに至る稜線区間のナショナル・シーニック・トレイルへの指定（暫定的にニューイングランド・ナショナル・シーニック・トレイルニューイングランド・ナショナル・シーニック・トレイルと呼ばれている）などが挙げられる。

## リファレンス
1. 1 2 3 4 5 6 7 8 9 10 11 12 13 14 15 16 17 18 19 20  
Farnsworth, Elizabeth J (2004年). “Metacomet-Mattabesett Trail Natural Resource Assessment.” (PDF).  アメリカ合衆国国立公園局. 2007年8月7日時点のオリジナルよりアーカイブ。2007年11月20日閲覧。
2. 1 2  
“United States Census Bureau”.  アメリカ合衆国国勢調査局. 2007年12月20日閲覧。
3. 1 2 3 4 5 6 7  
 DeLorme Topo 6.0 (Mapping software), メイン州ヤーマス: DeLorme, (2006)
4. 1 2 3  
“Hubbard Park” (PDF).   South Central Regional Council of Governments.. 2009年3月4日時点のオリジナルよりアーカイブ。2007年11月20日閲覧。
5. 1 2  
“SPARE America's Wildlands: Traprock Ridge, Connecticut.”.  シエラクラブ. 2007年7月19日時点のオリジナルよりアーカイブ。2007年12月13日閲覧。
6. ↑  
“United States Board on Geographic Names domestic names search”. 2007年12月13日閲覧。
7. ↑  
“United States Board on Geographic Names domestic names search”. 2008年1月21日閲覧。
8. 1 2 3 4  
Olsen, Paul E.; McDonald, Nicholas G.; Huber, Phillip; Cornet, Bruce (30 May 2005). "Stratigraphy and Paleoecology of the Deerfield Rift Basin (Triassic-Jurassic, Newark Supergroup), Massachusetts.". Guidebook for Field Trips in the Connecticut Valley Region of Massachusetts and Adjacent States. 84th annual meeting, New England Intercollegiate Geological Conference, Amherst, Massachusetts, OCTOBER 9-10-11, 1992 (2 ed.). 5大学コンソーシアム（英語版）. pp. 488–535. 2007年12月1日閲覧。
9. 1 2 3 4 5 6  
Raymo, Chet; Raymo, Maureen E. (1989). Written in Stone: A Geologic History of the Northeastern United States. コネチカット州チェスター: Globe Pequot Press
10. 1 2 3 4  
 The Metacomet-Monadnock Trail Guide (9th ed.). マサチューセッツ州アーマスト: アパラチア山脈クラブ. (1999)
11. 1 2  
 Massachusetts Trail Guide (8th ed.). マサチューセッツ州ボストン: アパラチア山脈クラブ. (2004)
12. 1 2 3 4 5 6  
 Connecticut Walk Book East: The Trail Guide to the Blue Blazed Hiking Trails of Eastern Connecticut (19th ed.). コネチカット州ロックフォール: コネチカット森林公園協会（英語版）. (2005)
13. ↑  
“United States Board on Geographic Names domestic names search.”. 2007年1月24日閲覧。以下について検索: "Metacomet," "Metacom," "King Phillip," "King Philip."
14. ↑  
“WhitePages.com business search.”. 2006年9月2日時点のオリジナルよりアーカイブ。2007年1月24日閲覧。以下について検索: "Metacomet," "Metacom," "King Phillip," "King Philip."
15. 1 2 3  
“An Act Concerning a Model River Protection Ordinance and Protection of Ridgelines. Substitute Bill No. 5528” (PDF).  コネチカット州議会 (1998年2月). 2007年10月19日時点のオリジナルよりアーカイブ。2007年12月4日閲覧。
16. 1 2 3  
“Free Topographic Maps by Topo Zone”.  アメリカ地質調査所. 2007年12月1日閲覧。1:25000 及び 1:24000 縮尺の地形図から読図。
17. 1 2  
Zen, E-an; Goldsmith, Richard; Ratcliffe, N.M.; Robinson, Peter; Stanley, R.S.; Hatch, N.L.; Shride, A.F.; Weed, E.G.A. et al. (1983). Bedrock Geologic Map of Massachusetts. ワシントン州: アメリカ地質調査所
18. ↑  
“Dinosaur State Park. Friends of Dinosaur State Park.”. 2007年12月23日閲覧。
19. ↑  
“Dinosaur Footprints”.  トラスティー・オブ・リザベーション（英語版）. 2007年12月14日時点のオリジナルよりアーカイブ。2007年12月23日閲覧。
20. ↑  
“Mount Toby Ecosystem.” (PDF).  マサチューセッツ大学アマースト校. 2009年2月25日時点のオリジナルよりアーカイブ。2007年11月30日閲覧。
21. 1 2 3  Cronin, William (2003). Changes in the Land: Indians, Colonists, and the Ecology of New England. ニューヨーク州: Hill and Wang
22. ↑  Field, Phinehas (1890), History and Proceedings of the Pocumtuck Valley Memorial Association 1870-1879, I, マサチューセッツ州ディアフィールド: Pocumtuck Valley Memorial Association, pp. 59-63, https://archive.org/details/historyproceedin1187pocu
23. ↑  Tammie Marie Rittenour. “Native American Legend of the Giant Beaver”.  マサチューセッツ大学アマースト校自然科学部. 2007年12月9日時点のオリジナルよりアーカイブ。2007年12月15日閲覧。
24. ↑  “A Brief History of the Sleeping Giant”.   The Sleeping Giant Park Association. 2007年12月14日閲覧。
25. ↑  “Old New-Gate Prison & Copper Mine”.   コネチカット州経済・地域開発局. 2007年1月22日閲覧。
26. ↑  Bass, Sharon (1989年5月26日). “The View From: Branford; Trolley Rides in the Cause of Open Space.”. ニューヨーク・タイムズ
27. ↑  “Massachusetts Department of Conservation and Recreation”. 2007年12月23日閲覧。
28. 1 2 3  Strycharz, Robb (1996-2006). “Mount Holyoke Historical Timelines”.   Chronos Historical Services. 2007年11月20日閲覧。
29. ↑  City of Greenfield, Massachusetts. Retrieved December 23, 2007. アーカイブ 2007年10月23日 - ウェイバックマシン
30. 1 2  “Talcott Mountain State Park”.   コネチカット州エネルギー・環境保護局. 2007年12月21日閲覧。
31. ↑  “Hill-Stead Museum”.   Hill-Stead Museum. 2007年12月19日閲覧。
32. 1 2  Waterman, Laura and Guy (2003). Forest and Crag, A History of Hiking, Trail Blazing (2nd ed.). マサチューセッツ州ボストン: Appalachian Mountain Club Books
33. 1 2  Lombardo, Michael S (2008年2月1日). “Freshman Year Success via Outdoor Orientation Programs: A Brief History.”.   New Foundations. 2015年6月13日閲覧。
34. 1 2  “Connecticut Forest and Park Association”. 2007年9月7日時点のオリジナルよりアーカイブ。2007年12月23日閲覧。
35. ↑  “Green Mountain Club”. 2007年12月22日閲覧。
36. ↑  “AMC History”.   Appalachian Mountain Club. 2007年12月23日閲覧。
37. ↑  代表的なNPO: Bethany Land Trust, Branford Land Trust, Berlin Land Trust Archived 2007年12月13日, at the Wayback Machine., Simsbury Land Trust, Suffield Land Conservancy, The Trustees of Reservations,
The Valley Land Fund[リンク切れ], Deerfield Land Trust. 各団体のウェブサイトのURLは2007年12月21日時点のもの。他の団体については、この山地に属する各山岳記事も参照。
38. ↑  “Metacomet Ridge Open Space Preserved (CT)”.   The Trust for Public Land. 2007年12月23日閲覧。
39. ↑  “Higby Mountain Preserve”.   The Nature Conservancy. 2007年12月24日閲覧。
40. ↑  “Department of Conservation and Recreation”.   マサチューセッツ州政府. 2007年12月21日閲覧。
41. ↑  “State Parks and Forests”.   コネチカット州エネルギー・環境保護局. 2007年12月8日閲覧。
42. ↑   Google Earth, Google 該当地形の衛星画像を閲覧
43. 1 2  “Mount Tom: Defining the Landscape of the Connecticut River Valley”.   The Trustees of Reservations. 2007年10月17日時点のオリジナルよりアーカイブ。2007年11月28日閲覧。
44. ↑  “Ragged Mountain Foundation”. 2007年12月12日時点のオリジナルよりアーカイブ。2007年12月7日閲覧。
45. ↑  “Monadnock, Metacomet, Mattabesett National Scenic Trail Study”.   国立公園局. 2007年10月8日時点のオリジナルよりアーカイブ。2007年11月4日閲覧。